# موسيقى لوغوبي
موسيقى لوغوبي (تكتب أيضًا بالفرنسية باسم Logobie) هو نوع موسيقي حضري يصاحبه حركات رقص معينة. ظهرت لأول مرة في كوت ديفوار في عام 1986 وانتشرت في البداية في الحرم الجامعي في موقع المؤسسات التعليمية الرئيسية في ساحل العاج أبيدجان. ترتكز الرقصة على رقصة الزوغلو التقليدية في كوت ديفوار مع إضافة عناصر جديدة، ويتم استخدام رقصة الزوغلو وموسيقى اللوغوبي بالتبادل،على الرغم من أن زوغلو أقدم ولوغوبي هو تطور أكثر حداثة.

## علم أصول الكلمات
المعنى الحرفي لكلمة لوغوبي في نوغوشي (عامية من كوت ديفوار) هو كسب المال من خلال الوسائل الماكرة والخداع في كثير من الأحيان لكسب ثروة. العديد من حركات الرقص المصاحبة للموسيقى عبارة عن تصوير لقطاع الطرق ومثيري الشغب وعصابات الشوارع بما في ذلك حركات القتال واستخدام الأسلحة وإشارات العصابات السرية والمبادرات الجنسية. تحاول الموسيقى والرقص نقل الحقائق الاجتماعية للفقر والبؤس وتتطلع في نفس الوقت إلى مستقبل أكثر سعادة وإيجابية وتوقًا إلى الازدهار والعدالة والسلام. شمل تطوير لوغوبي الأوروبي، وخاصة الفرنسي، استخدام عناصر كهربائية وتيكتونيك للموسيقى، مما أدى إلى توجيه الموسيقى بمنحى جديد نحو الأطفال والشباب.

## فناني موسيقى اللوغوبي
منذ نشأتها، اتبع عدد من الفنانين هذا النوع ليس فقط في كوت ديفوار والبلدان الأفريقية المجاورة ولكن في أوروبا، وخاصة فرنسا وعلى الأخص داخل مجتمعات المهاجرين الأفارقة. من الفنانين المعروفين الذين يعزفون موسيقى لوغوبي ليس جاراجيستس و إسبوير و ماجيك سيستم و بيتت يودي و إنفانت سايرو و موليري وليس بيفينوس وليس باترونس وليس ماترينس و أنتي باول و سر شاوك و ليس سابورد و ديزي شامبولين و ماجور و سابسوزن و كيلكاس و لوجي جت و يانق سيستم.تشمل الأغاني الفردية ومقاطع الفيديو الموسيقية الناجحة أغاني دوجولو الوطنية لنظام ليانغ ونظام جوب لي ليس مانتنيس و لوجوبي لي ليس يوليس.

## أنظر أيضاً
موسيقى أفريقية